# Nantes (Quebec)
Nantes es un municipio canadiense situado en la provincia de Quebec.

## Superficie
Nantes tiene una superficie de 119,16 km².

## Demografía
En 2021, tenía 1388 habitantes, una densidad poblacional de 11,6 hab./km², y 668 viviendas.